# Welschneudorf
Welschneudorf là một đô thị trong huyện Westerwald bang Rheinland-Pfalz thuộc nước Đức. Đô thị Welschneudorf có diện tích 7,77 km², dân số là 1003 người (31/12/2006).